# Vlag van Gersloot-Polder

Vlag van Gersloot-Polder

De vlag van Gersloot-Polder is de vlag van de vereniging Plaatselijk Belang van het Nederlandse dorp Gersloot-Polder, in de Friese gemeente Heerenveen. De vlag werd in 2008 geregistreerd.

## Beschrijving
De beschrijving van de vlag is als volgt:
Drie banen geel, groen en geblokt van liggende blokjes van wit en zwart in twee banen met 7 blokken, de banen in de verhouding 2 : 8 : 3. Op de groene baan aan de broekzijde een wit dravend paard.
De kleuren zijn afkomstig van het dorpswapen.

## Symboliek

Groen veld: duidt op de polder waar Gersloot-Polder in gelegen is.
- Paard: is ontleend aan het wapen van Gersloot. Aangezien het plaatsen van een rood paard uit dit wapen op een groen veld heraldisch onjuist is, is gekozen voor een zilveren paard.[1]
- Geblokt baan: afgeleid van het wapen van de Polder van het Vierde en Vijfde Veendistrict. Het zwart duidt op het veen en het zilver op de wateroppervlakken die ontstonden als gevolg van de vervening.[2]
- Gele baan: symbool voor weidegrond.[2] De gele kleur staat voor de paardenbloemen en boterbloemen die de polder in de zomer geel kleuren.[1]